# Absturzsicherung (Mensch)

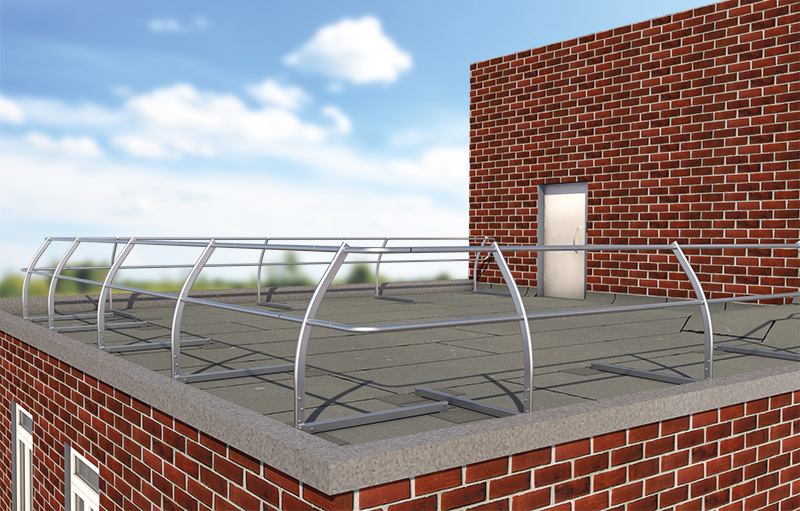
Kollektivschutz: Schutzgeländer an Absturzkante

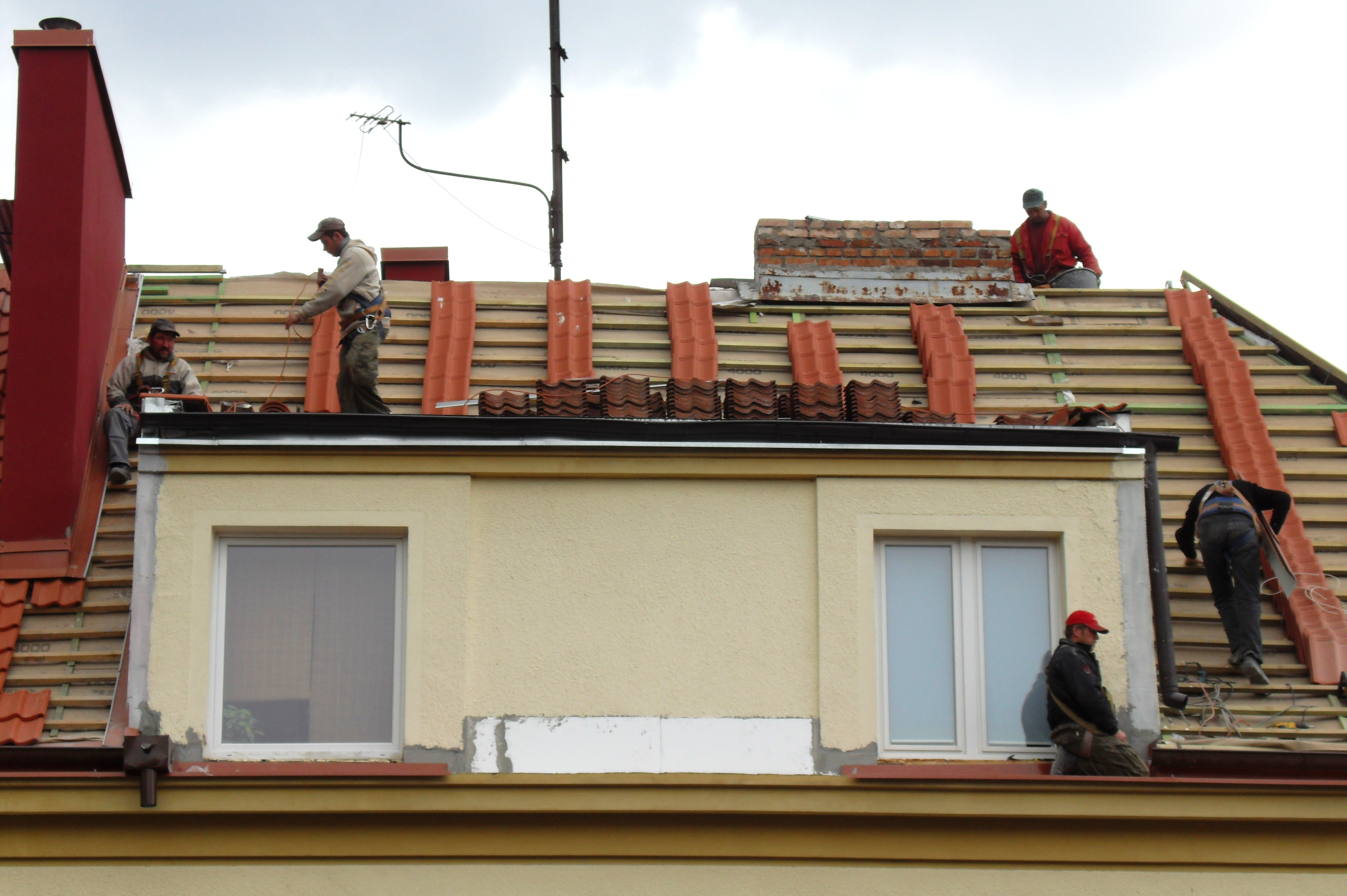
Dachdecker mit PSAgA

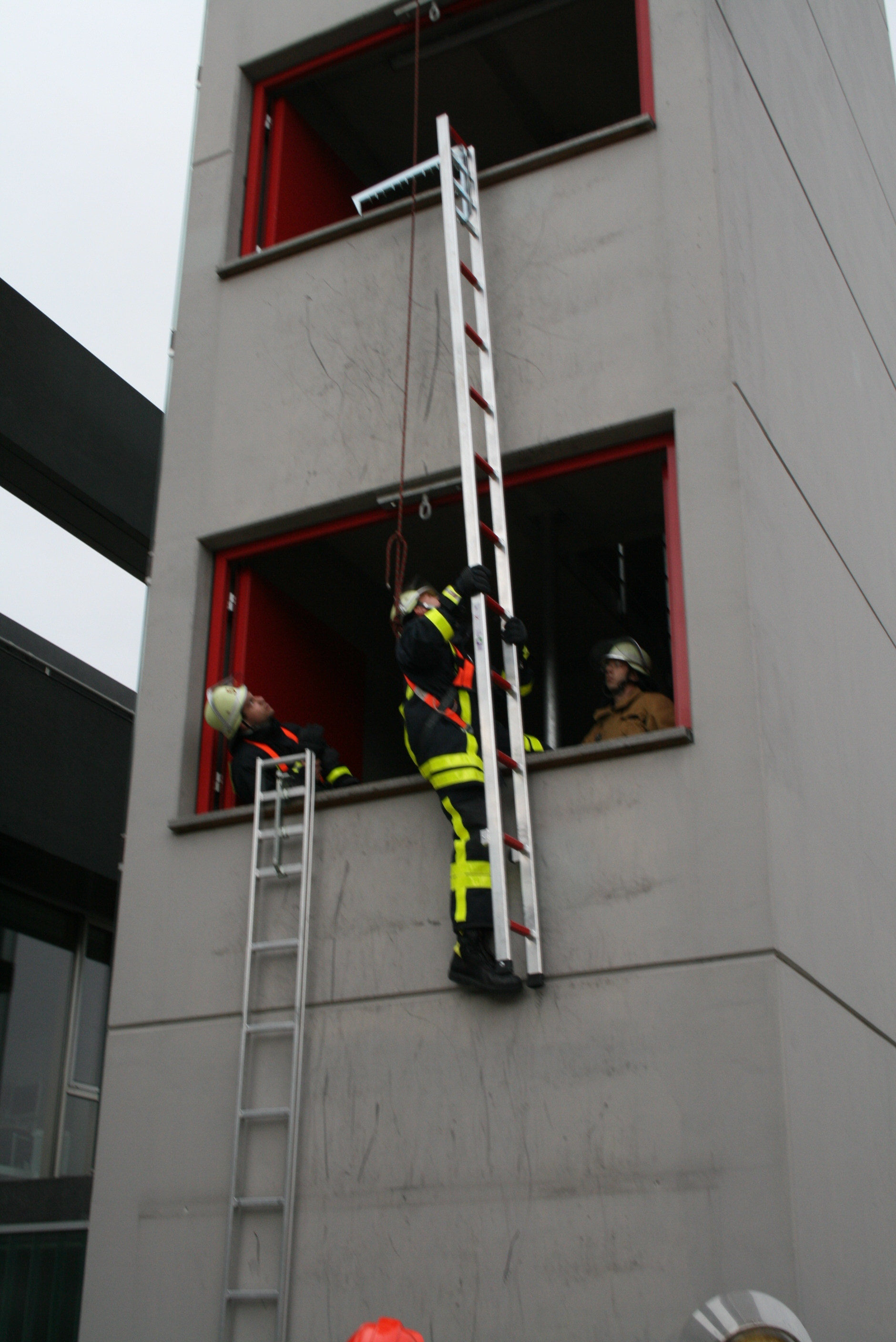
Feuerwehrmann mit Absturzsicherung

Unter Absturzsicherung versteht man alle Maßnahmen, die dazu dienen, in absturzgefährdeten Bereichen einen Absturz zu vermeiden. Diese können technisch, organisatorisch oder persönlich sein.

## Arten von Absturzsicherungen
- Im Bauwesen wird unter Absturzsicherung ein Bau- oder Gebäudeteil verstanden, wie eine Brüstung, ein Gitter, Geländer wie z. B. eine absturzsichernde Verglasung.
- In der Verkehrssicherung werden, insbesondere im öffentlichen Raum, Abschrankungen, Zäune, Brüstungen oder Geländer mit angemessenen Warnhinweisen eingesetzt.
- Im Bereich der Arbeitssicherheit werden Maßnahmen zur Absturzsicherung wie Gerüste, Bau-Geländer, Auffangnetze, Seilsicherungen[1] oder Abdeckungen verwendet. In Bereichen, in denen aus strukturellen und räumlichen Bedingungen eine Absturzgefahr besteht, wie beispielsweise auf Flachdächern oder an Fassaden, können Anschlagpunkte für Kontrolle und Unterhalt eingeplant werden.
- Bei der Vorstiegsicherung erfolgt die Absturzsicherung im Allgemeinen durch ein Seil, das mit Expresssets in Zwischensicherungen eingehängt wird und einen Sicherungspartner, der dafür verantwortlich ist, den Sturz des Kletterers mit Hilfe eines Sicherungsgerätes abzufangen. Befindet sich der Sicherungspartner selbst ebenfalls in absturzgefährdetem Gelände, so ist er an einem Standplatz fixiert.
- Bei der Feuerwehr wird die Absturzsicherung durch die Feuerwehr-Dienstvorschrift 1 geregelt. Dabei wird vorrangig das „Absturzsicherungsset“ – und im Notfall Feuerwehrleine und Feuerwehrhaltegurt – verwendet.
- Auf Sportbooten werden sogenannte Lifebelts verwendet, um das Überbordfallen zu verhindern. Bei großen Segelschiffen tragen Matrosen PSAgA, wenn sie in die Takelage klettern müssen.
- Im Sport und bei der Artistik, beispielsweise im Varieté, wird eine Absturzsicherung der Akrobaten durch direktes Festhalten oder mittels verschiedener Longen-Arten erreicht. Figuren, wie die Salti in Griffhöhe, können noch direkt gehalten, oder mit einer Handlonge, einem Gurt mit kurzen Seilen an den Seiten, gesichert werden. Höhere Figuren werden über einen, an der Decke befestigten einfachen Flaschenzug gesichert. Diese Longen besitzen noch zu den jeweiligen Übungen passende Gurte. Für Schrauben existieren beispielsweise Gurte mit Kugellagern, um die Rotationen nicht zu behindern.

Während die Absturzsicherung im öffentlichen Raum und im Bauwesen als Kollektivschutz an der Gefahrenstelle angebracht ist, werden die persönlichen Absturzsicherungen vom Benutzer mitgeführt und sollen ihn an jeder beliebigen möglichen Absturzstelle schützen. Wo im Bauwesen das Anbringen von festen Sicherheitseinrichtungen nicht möglich oder unverhältnismäßig wäre – beispielsweise bei Dachdeckarbeiten – tragen die tätigen Personen persönliche Schutzausrüstungen gegen Absturz.

## Arbeitsschutz
Um sicheres Arbeiten trotz Absturzgefahr zu ermöglichen, stehen dem Arbeitgeber verschiedene Maßnahmen zur Verfügung. Im Allgemeinen werden all diese Maßnahmen als Absturzsicherung beschrieben. Die Auswahl der geeigneten Maßnahmen ergibt sich für jeden Arbeitsplatz und Tätigkeitsbereich aus der Gefährdungsbeurteilung. Bei der Auswahl ist der Maßnahmenhierarchie Rechnung zu tragen.